# Simmel-Kapelle

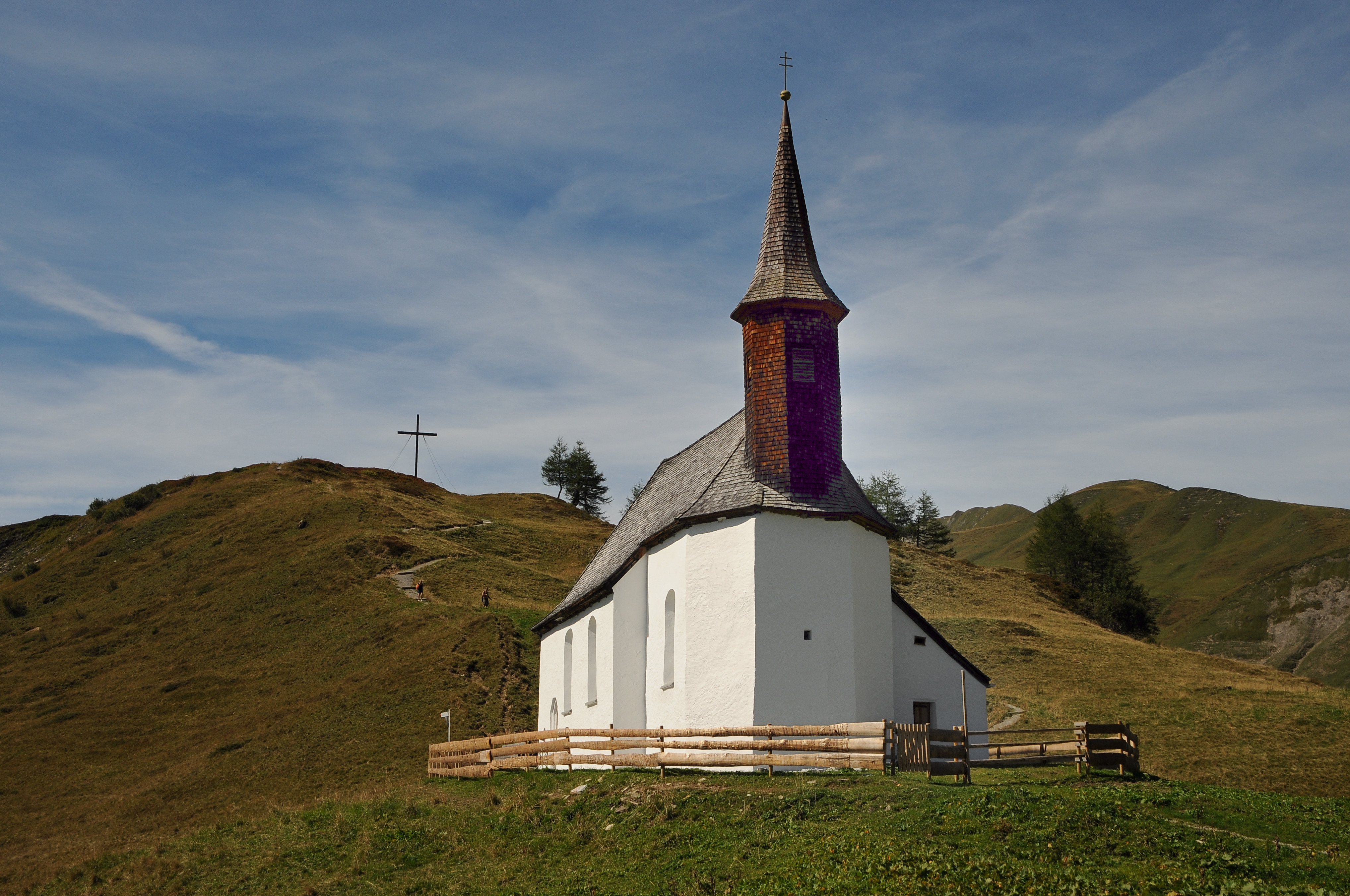
Blick auf die Simmel-Kapelle mit dem Simmel im Hintergrund

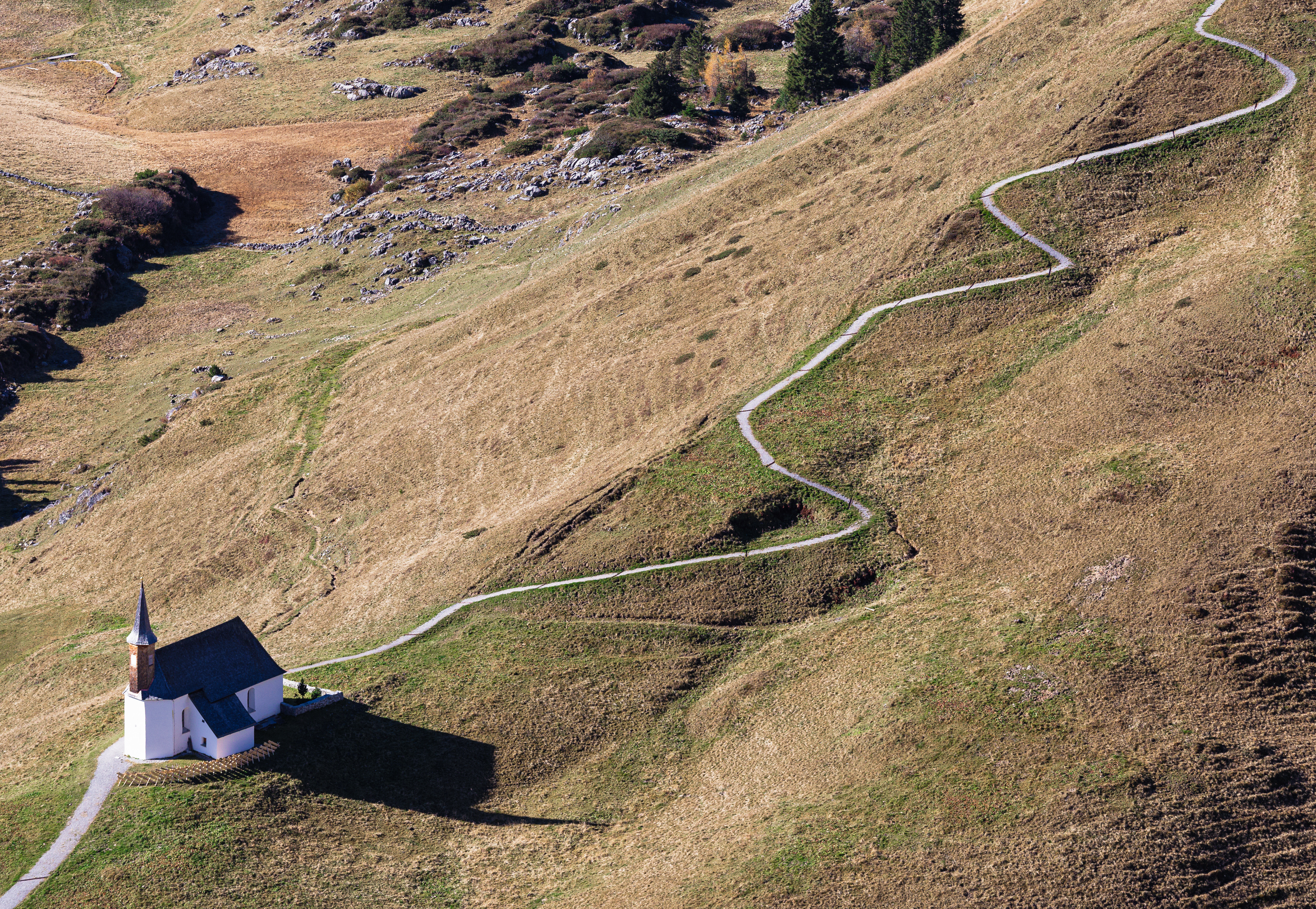
Schrägluftbild auf die Simmel-Kapelle

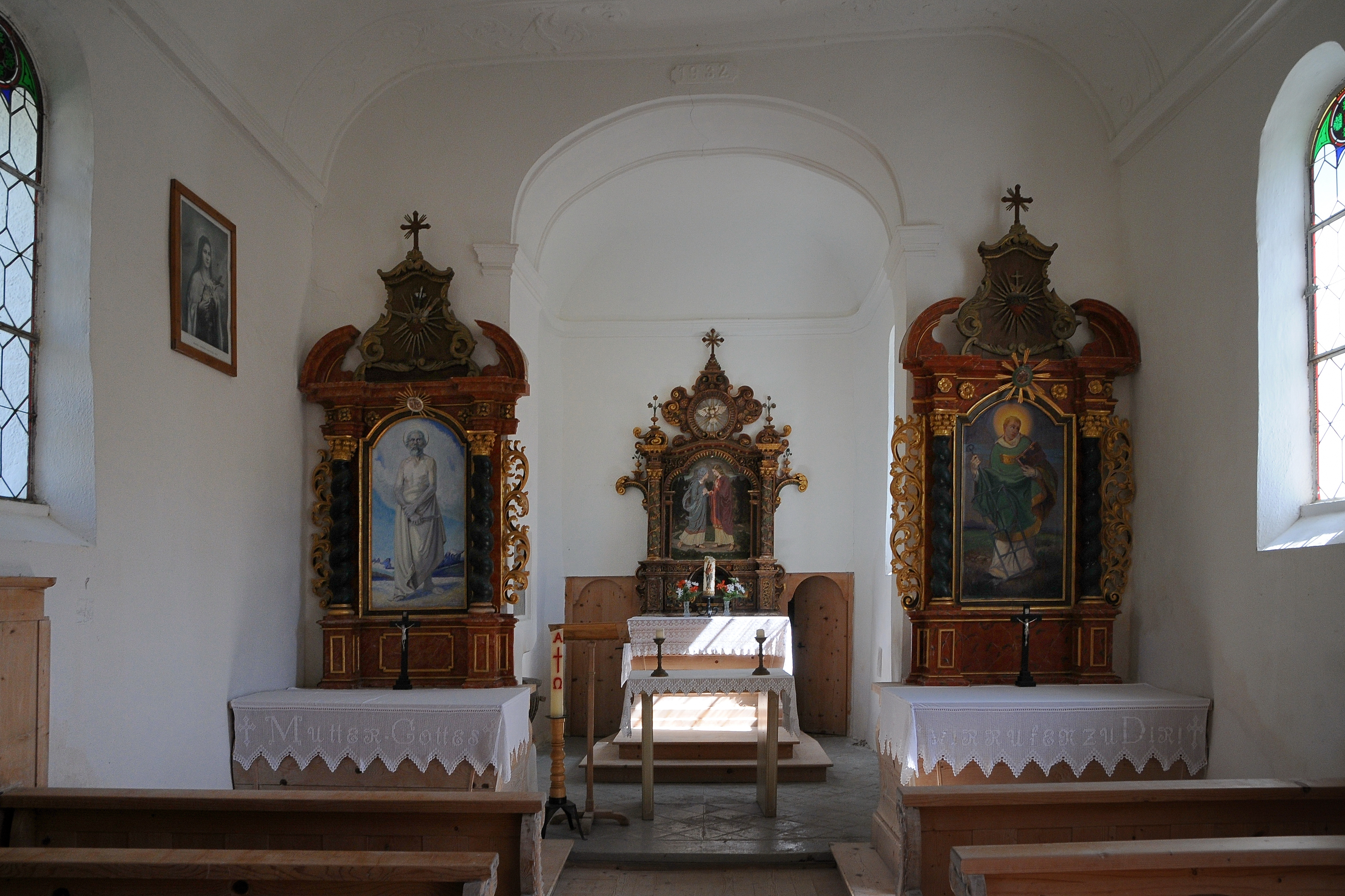
Innenansicht zum Chorraum

Die römisch-katholische Simmel-Kapelle oder Simmelkapelle steht auf dem Simmel in der Bregenzerwälder Gemeinde Warth im Bezirk Bregenz in Vorarlberg. Sie ist dem heiligen Jakobus geweiht und gehört zur Pfarre Warth im Dekanat Hinterwald der Diözese Feldkirch. Die Kapelle steht unter Denkmalschutz (Listeneintrag). Bis zur Auflösung als eigenständige Pfarrgemeinde war die Kapelle einst Pfarrkirche des abgegangenen Dorfes Hochkrumbach.

## Lagebeschreibung
Die Kirche steht in 1700 m ü. A. Höhe auf dem östlichen Abhang des 1751 m ü. A. hohen Simmel, einem Hügel südlich der ehemaligen Salzstraße am Hochtannbergpass.

## Geschichte
Bereits um 1550 wird eine Kapelle am Simmel urkundlich erwähnt. Die Kirche war ursprünglich eine Filialkirche der Pfarre Lech am Arlberg, wurde 1678 zur Kaplanei und 1687 zur eigenständigen Pfarrkirche erhoben. Die Kirche wurde in den Jahren 1681 und 1682 neu errichtet. Der Turmbau erfolgte 1719 durch Gregor Bertold aus Dalaas. 1730 wurde eine Sakristei angebaut. Die Stuckdecke schuf Johann Walch aus Schröcken. Die Kirche wurde 1781 geweiht. Seit 1856 ist die Pfarre nicht mehr besetzt, 1867 wurde sie in die Pfarre Warth eingegliedert. Der ehemalige Pfarrhof östlich der Kirche wurde 1917 abgetragen. Am 3. August 2013 wurde die Simmel-Kapelle durch einen Blitz schwer beschädigt. In weiterer Folge mussten große Teile des Turms sowie das Kreuz erneuert und die Turmkugel renoviert werden. Nachdem diese Arbeiten abgeschlossen waren, konnte die Kapelle im Rahmen einer „Friedensmesse am Simmel“, der eine Sternwallfahrt vorausgegangen war, vom Feldkircher Diözesanbischof Benno Elbs am 28. September 2014 erneut für die Öffentlichkeit zugänglich gemacht werden. Gleichzeitig wurde ein neuer Hochaltar eingeweiht.

## Architektur
Kirchenäußeres
Die Kirche ist ein Rechteckbau mit eingezogenem Chor unter einem Walmdach. Über dem Chor ist ein achteckiger Kirchturm mit Spitzhelm. Nordseitig schließt an den Chor eine eingeschoßige Sakristei an.
Kircheninneres
Das Langhaus weist auf beiden Seiten jeweils zwei Rundbogenfenster auf. Über dem Langhaus ist Flachtonnengewölbe über einem Gesims. Auf dem eingezogenen Triumphbogen steht die Jahreszahl einer Renovierung: 1932. Der Chor ist eingezogen mit geradem Abschluss. Darüber befindet sich ein Tonnengewölbe mit Gesims. Die Langhausdecke besteht aus Stuckfeldern und Kartuschen.

## Ausstattung
Der Hochaltar hat zwei weinlaubverzierte Säulen und stammt aus dem Jahr 1662. Das Altarbild stellt Mariä Heimsuchung dar. Es wurde von Martha Strele gemalt. Der linke Seitenaltar ist ein barocker Altaraufbau mit zwei gedrehten Säulen. Das Altarbild zeigt den heiligen Bartholomäus und wurde von Alfons Luger gemalt. Der rechte Seitenaltar ist der gleiche Aufbau wie der linke Altar, nur das Altarbild stellt den heiligen Laurentius dar. Das Bild malte Franz Lins.